# Mannequin Challenge

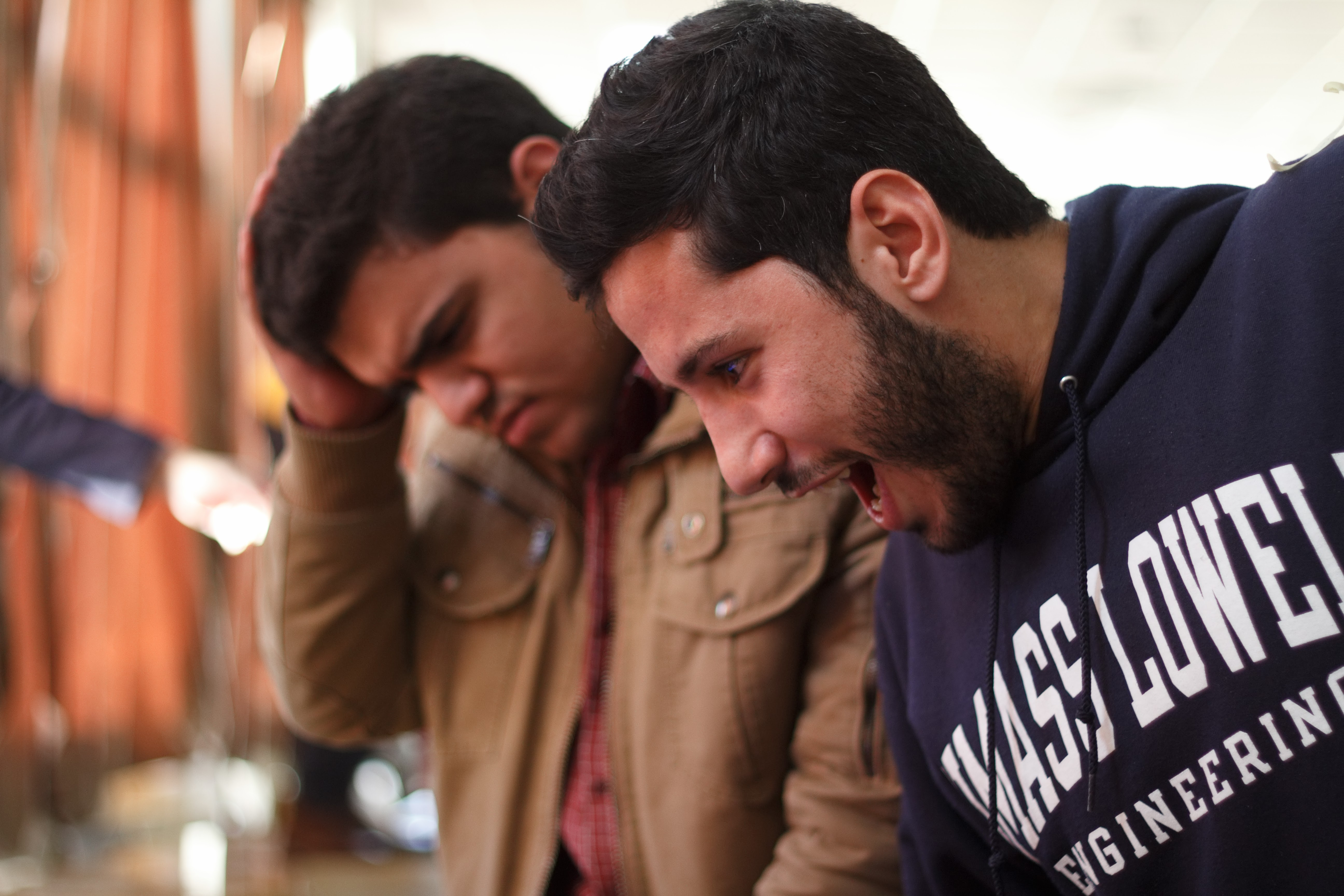
Due studenti intenti a registrare una Mannquin Challenge

La Mannequin Challenge (in italiano sfida del manichino) è un fenomeno Internet diventato popolare a novembre 2016, in cui le persone rimangono bloccate in azione come manichini mentre una telecamera in movimento le riprende, spesso con la canzone Black Beatles di Rae Sremmurd che suona in sottofondo. L'hashtag #MannequinChallenge è stato utilizzato su varie piattaforme di social media come Twitter e Instagram. Si ritiene che il fenomeno sia stato avviato dagli studenti della Ed White High School di Jacksonville, Florida. La pubblicazione iniziale ha ispirato le opere di altri gruppi, in particolare atleti professionisti e squadre sportive, che hanno pubblicato video sempre più complessi ed elaborati.
Le testate giornalistiche hanno confrontato i video con scene di film di fantascienza come The Matrix, X-Men: Days of Future Past, X-Men: Apocalypse, Lost in Space o Buffalo '66. Nel frattempo, la natura partecipativa della sfida sui social media lo rende simile a meme come Makankosappo o Harlem Shake.
Nel periodo di maggior successo del meme vi hanno contribuito anche personaggi famosi come i Cleveland Cavaliers con Michelle Obama, Paul Mc Cartney, Beyoncé, Michelle Williams e Kelly Rowland.